# Muara Kuamang
Muara Kuamang is een bestuurslaag in het regentschap Bungo van de provincie Jambi, Indonesië. Muara Kuamang telt 1092 inwoners (volkstelling 2010).